# مقاطعة كوبنهاغن
مقاطعة كوبنهاغن هي إحدى مقاطعات الدانمارك السابقة.